# 大分県立中津工業高等学校
大分県立中津工業高等学校（おおいたけんりつ なかつこうぎょうこうとうがっこう）は、かつて大分県中津市に所在した公立の工業高等学校である。
2009年（平成21年）4月に大分県立中津商業高等学校と統合され、総合選択制高校の大分県立中津東高等学校が新たに中津工業高校の校地に設けられた。これに伴い、中津工業高校は2009年度から生徒の新規募集を停止し、2011年（平成23年）3月に閉校した。

## 設置学科
全日制課程
- 機械科（2008年度より1クラス増の2クラス）
- 電気電子科
- 土木科
- 材料技術科

定時制課程
- 機械科

## 所在地
- 大分県中津市上如水145-3

北緯33度35分22.5秒 東経131度11分37.7秒 / 北緯33.589583度 東経131.193806度

## アクセス
- 最寄駅はJR日豊本線 東中津駅または中津駅

## 著名な出身者
- 山口喜司（元プロ野球選手）
- 秋元肇（元プロ野球選手）
- 小野泰敏（元プロ野球選手）
- 大島康徳（元プロ野球選手）
- 春日一平（元プロ野球選手）
- 筧文夫（元プロ野球選手）
- 長松純明（元プロ野球選手）
- 尾西和夫（元プロ野球選手）
- 春日祥之輔（元プロ野球選手）
- 白石聡（元サッカー選手）
- 河野和正（元サッカー選手）
- 松永一慶（元サッカー選手）
- 谷嵐久（元大相撲幕内力士）
- 嘉風雅継（大相撲幕内力士）
- 小仲くん（お笑い芸人）